# Ногавіціно
Ногавіціно (рос. Ногавицино) — присілок в Большемурашкинському районі Нижньогородської області Російської Федерації.
Населення становить 2 особи. Входить до складу муніципального утворення Григоровська сільрада.

## Історія
Від 2009 року входить до складу муніципального утворення Григоровська сільрада.

## Населення
| 2002 | 2010 |
| ---- | ---- |
| 14   | ↘2   |